# NGC 531
NGC 531 је спирална галаксија у сазвежђу Андромеда која се налази на NGC листи објеката дубоког неба.
Деклинација објекта је + 34° 45' 15" а ректасцензија 1h 26m 18,8s. Привидна величина (магнитуда) објекта NGC 531 износи 14,0 а фотографска магнитуда 14,9. NGC 531 је још познат и под ознакама UGC 1012, MCG 6-4-20, CGCG 521-24, HCG 10C, PGC 5340.